# A Parrocha (Maceda)
A Parrocha es una aldea española situada en la parroquia de Asadur, del municipio de Maceda, en la provincia de Orense, Galicia.

## Demografía
| Gráfica de evolución demográfica de A Parrocha entre 2000 y 2022 |
|                                                                  |
| Datos según el nomenclátor publicado por el INE.                 |